# لجنة أمن الدولة (الاتحاد السوفيتي)

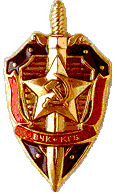
الشعار (السيف والدرع)

الاستخبارات السوفيتية أو كي جي بي (КГБ اختصارا للاسم بالروسية: Комите́т госуда́рственной безопа́сности) وتعني لجنة أمن الدولة، هو جهاز المخابرات السوفيتي.
تأسس في 20 ديسمبر 1917 برئاسة فليكس دزرسنسكاي وإشراف الرئيس فلاديمير لينين وتفكك في 11 أكتوبر 1991 عقب انهيار الاتحاد السوفيتي.

## تاريخه
منذ إنشاء الجهاز وهو يوصف بأنه «سيف ودرع» للثورة البلشفية 1917 والحزب الشيوعي. وقد حققت الاستخبارات السوفيتية نجاحات كبيرة جدا في مراحلها الأولى، حيث استطاع الجهاز استغلال حالة التراخي الأمني والسلام والطمأنينة التي تعيشها الدول الغربية كالولايات المتحدة وبريطانيا، وأن يزرع بداخل الأجهزة الحكومية بتلك الدول، بل وفي أجهزة الأمن بها أيضا، عملاء للجهاز.
وربما كان أعظم نجاح للجهاز هو حصوله على سر القنبلة الذرية من قلب مشروع مانهاتن الذي كان صاحب اختراع القنبلة في الولايات المتحدة، وذلك بفضل عملائه المزروعين جيدا هناك.
وفي خلال الحرب الباردة، لعب الجهاز دورا كبيرا في الحفاظ على الاتحاد السوفيتي كدولة الحزب الواحد، وذلك عن طريق مناهضة ومنع الأفكار السياسية المعارضة أو المختلفة عن فكر الحزب الشيوعي، أو ما كان يطلق عليه وقتذاك (الأيديولوجيات الهدامة)! كما استطاع أيضا أن يقوم بتسريب التكنولوجيا المتقدمة أولا بأول من العالم الغربي إلى الاتحاد السوفيتي عن طريق شبكة العملاء الهائلة التي يمتلكها.

## أهم العمليات
قبل الحرب الباردة، كانت الولايات المتحدة هدفاً أقل أهمية لدى الجهاز من بريطانيا والدول الأوروبية، وكان الجهاز بطيئاً في تكوين شبكته هناك. لكن هذا تغير مع الحرب الباردة، فنشر الجهاز شبكة هائلة من العملاء في الولايات المتحدة.
كان أهم نجاح للجهاز كما قلنا من قبل هو الحصول على سر القنبلة الذرية، والذي جعل الاتحاد السوفيتي يتحول إلى القطب المعادل للولايات المتحدة صاحبة القنبلة الهائلة التي أثارت الذعر في العالم أجمع. صار الاتحاد السوفيتي هو الآخر يمتلك القنبلة، ويمنع الولايات المتحدة من استخدامها عن طريق إستراتيجية الردع المتبادل.
بالإضافة إلى القنبلة الذرية، فقد نقل العملاء السوفيت أسرار كثيرة من الاختراعات الأخرى، مثل المحركات النفاثة، والرادار، ووسائل التشفير، وغيرها الكثير.
ونتيجة للنجاحات الهائلة التي حققها الجهاز في الولايات المتحدة، فقد انتشر هناك ذعر عام من وجود العملاء السوفيت، فيما سمي بالذعر الأحمر، وانطلقت حملات قادها السيناتور «جوزيف مكارثي» (فيما عرف بعد ذلك باسم المكارثية) تشكك في نوايا كل شخص يصدر منه أي تعاطف مع الشيوعية، وكانت تشبه حملات التفتيش في العقول التي تقوم بها الدول الشمولية، مما أثار مواطني الولايات المتحدة الذين لم يعتادوا على ذلك، وإن كانت هذه الحملات قد ضعضعت كثيرا من موقف عملاء الجهاز في الولايات المتحدة.
وفي بريطانيا، استطاع الجهاز أن يقوم بزرع عملاء داخل جهاز الاستخبارات البريطاني نفسه، حتى إن رئيس قسم الاستخبارات المضادة ضد السوفيت كان عميلاً للجهاز. وظل العملاء السوفيت ينقلون أطنانا من الوثائق البريطانية إلى الجهاز فيما يتعلق بالأسرار العسكرية والسياسية والعلمية.
لم يقتصر عمل الجهاز خارج الحدود، لكنه أيضا كان يراقب الحياة العامة في الاتحاد السوفيتي، ويناهض الثورات التي ضد النظام، ويقمع المعارضين للنظام ومن يطلق عليهم أصحاب الأفكار الهدامة.

## نهاية الجهاز
تم إنهاء الجهاز في 6 نوفمبر عام 1991 بعد ما اضطلع رئيس الجهاز «فلاديمير كريتشكوف [الإنجليزية]» في محاولة لاغتيال الرئيس السوفيتي «ميخائيل غورباتشوف». وفي 23 أغسطس 1991 تم القبض على رئيس الجهاز وحل محله الجنرال «فاديم باكاتين»، الذي تم تكليفه بحلّ الجهاز نهائياً.